# Gaspar Sanz
Gaspar Sanz (Calanda, 4 de abril de 1640 — Madri, 1710) mais conhecido como Gaspar Sanz, foi um compositor, violonista e sacerdote espanhol.

## Vida
Nascido em uma família rica em Calanda, na comarca de Bajo Aragón, Espanha. Ele estudou música, teologia e filosofia na Universidade de Salamanca, onde mais tarde foi nomeado professor de música. Ele escreveu três volumes de obras pedagógicas para o violão barroco que constituem uma parte importante do violão clássico de hoje repertório e informaram estudiosos modernos sobre as técnicas de tocar violão barroco.

## Influência

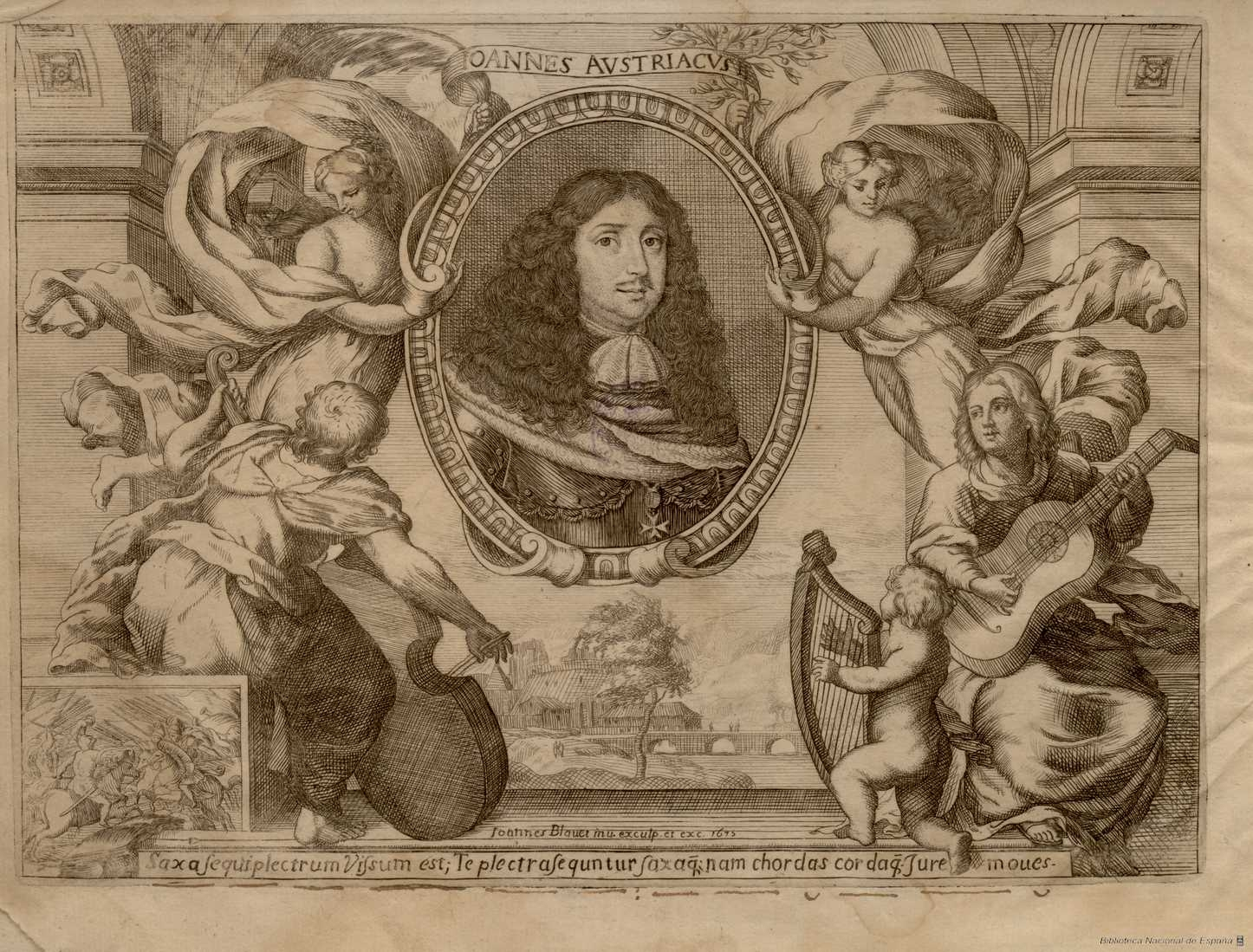
João da Áustria, conforme aparece na dedicatória de Instrucción de música sobre la Guitarra Española

Suas composições fornecem alguns dos exemplos mais importantes da música popular barroca espanhola para violão e agora fazem parte da pedagogia do violão clássico. Os manuscritos de Sanz são escritos como tablaturas para o violão barroco e foram transcritos em notação moderna por vários violonistas e editores; Edição de Emilio Pujol dos Canários de Sanz sendo um exemplo notável. A tablatura de Sanz é notável por ser topologicamente correta, representando a primeira corda na linha inferior e a quinta corda na linha impressa mais alta. Nessa época, os violões tinham apenas cinco cordas. Também apresenta o "alfabeto italiano", um sistema de taquigrafia que atribui um acorde a cada letra, de modo que as progressões de acordes melódicos podem ser escritas e lidas de forma muito organizada (com informações de ritmo) como uma simples sequência de letras, um conceito relacionado ao recente Sistema Nashville . Por exemplo, existe uma "Zarabanda francesa" (sarabande francesa) que inclui a sequência CIFI + H 2 + G 2 K 2 IFCM 2 N 2 CAIC, o que significa:

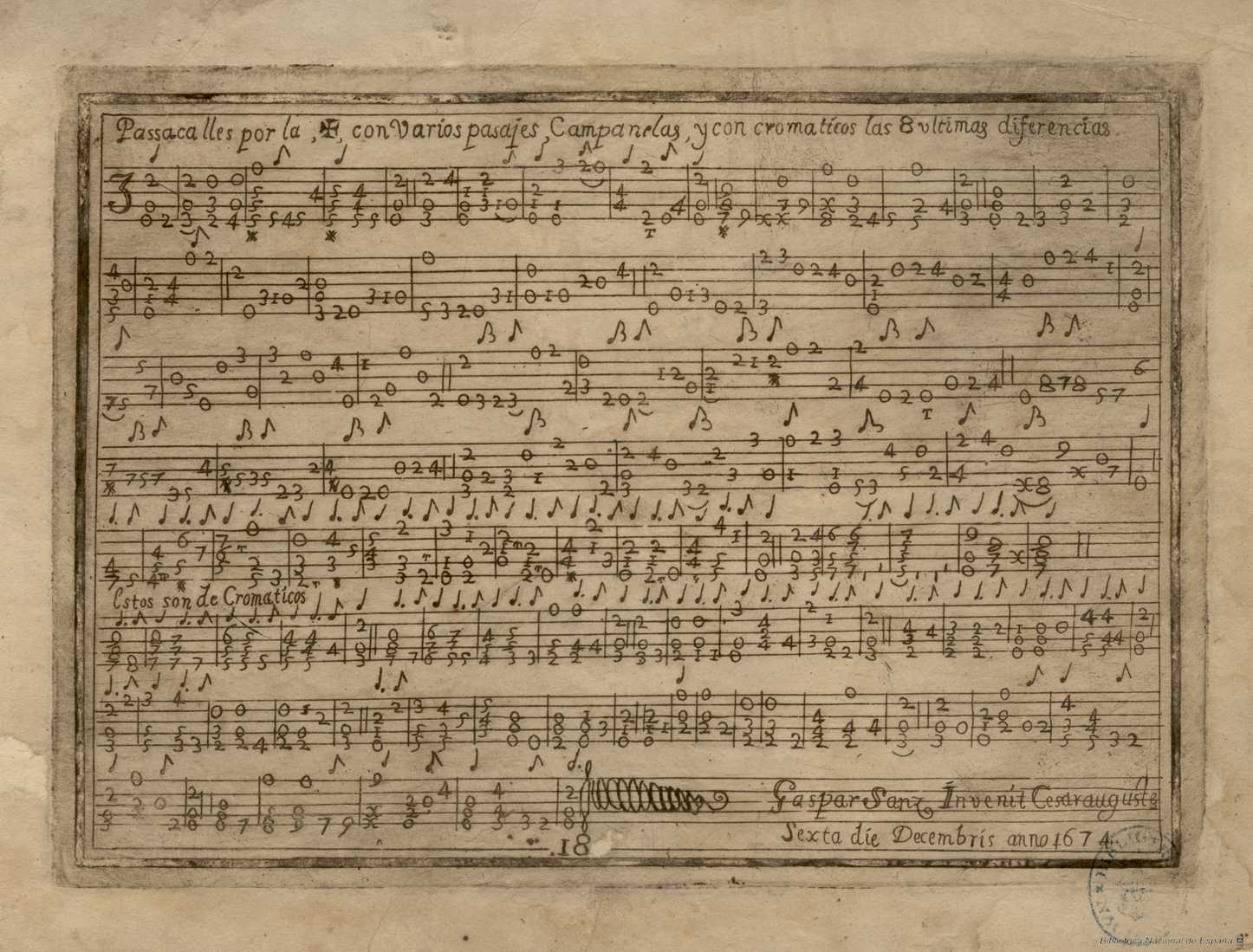
Um exemplo de tablatura de Instrucción de música sobre la Guitarra Española

- CIFI: acorde Ré maior, Lá maior, Mi maior, Lá maior
- + H 2 + G 2 K 2: Mi menor, Si maior, Mi menor, F # maior, Si menor
- IFCM 2 N 2: Lá maior, Mi maior, Lá maior, Mi maior (variação), Lá maior (variação)
- CAIC: Ré maior, Sol maior, Lá maior, Ré maior

Gaspar Sanz influenciou fortemente alguns compositores do século XX.
- O compositor Manuel de Falla utilizou alguns de seus temas em sua obra El retablo de maese Pedro, composta em 1923.
- Em 1954, a pedido do violonista Andrés Segovia, Joaquín Rodrigo compôs sua Fantasía para un gentilhombre sobre temas da Instrucción de música sobre la Guitarra Española.
- As passagens da suíte Capriol para Orquestra de Cordas de Peter Warlock, compostas em 1926, parecem ter sido inspiradas na composição Dance De Las Hachas de Sanz.
- Paco Peña e John Williams executaram as obras de Sanz juntos e os Canários de Sanz (1674) em 1975.[4][5][6]

## Trabalhos

### Volume 1:Instrucción de música sobre la guitarra española(Zaragoza, 1674)
- Abecedario italiano [ligação inativa];
- GallardaVídeo no YouTube;
- Mariona Vídeo no YouTube Vídeo no YouTube;
- Villano
- Danza de las hachas
- Españoleta
- Pavana
- Torneo
- Batalla Vídeo no YouTube;
- Passacalle sobre la D ;
- Jácaras I Vídeo no YouTube;
- Canarios ;
- Preludio y Fantasia;
- Sesquiáltera 1;
- Alemanda, la Serenissima Vídeo no YouTube;
- Giga, al aire inglés Vídeo no YouTube;
- Zarabanda francesa I
- Preludio, o Capricho, arpeado por la cruz ;
- Sesquiáltera 2;
- Alemanda, la Preciosa Vídeo no YouTube;
- Corriente por la Cruz Vídeo no YouTube;
- Zarabanda francesa II;
- Fuga I por primer tono, al ayre español
- El que gustare de falsas ponga cuido en estos cromáticos;
- Fuga II, al ayre de jiga;
- Zarabanda francesa III;
- Passacalles por la E;
- Passacalles por la cruz.

### Volume 2:Libro segundo, de cifras sobre la guitarra española(Zaragoza, 1675)
- Gallardas;
- Las hachas Vídeo no YouTube;
- La Buelta  Lavolta;
- FoliasVídeo no YouTube;
- Paradetas Vídeo no YouTubeVídeo no YouTube
- Matachín
- Zarabanda;
- Jácaras II ;
- ChaconaVídeo no YouTube;
- Españoletas [ligação inativa]
- Pasacalles;
- Canarios II Vídeo no YouTube;
- Canarios III;
- Villanos Vídeo no YouTubeVídeo no YouTubeVídeo no YouTube;
- Marionas II Vídeo no YouTube;
- Marizápalos Vídeo no YouTube;
- Granduque I;
- Otro Granduque;
- Passacalles;
- Pavanas por la D Vídeo no YouTube;
- Giga Inglesa;
- Bailete Frances;
- Passacalles por la D;
- Clarines y Trompetas con canciones muy curiosas españolas, y de estranjeras naciones: La Cavalleria de Nápoles con dos clarines; Canciones: La Garzona, La Coquina Francesa, Lantururú, La Esfachata de Napoles, La Miñona de Cataluña, La Minina de Portugal, Dos Trompetas de la Reyna de Suecia, Clarín de los Mosqueteros del Rey de Francia.Vídeo no YouTube  Vídeo no YouTube;
  - La Cavallería de Nápoles Vídeo no YouTube Vídeo no YouTube;
  - La Garzona;
  - La Coquina Francesa;
  - Lantururú;
  - La Esfacheta de Nápoles;
  - La Miñona de Cataluña Vídeo no YouTube;
  - La Minina de Portugal;
  - Dos trompetas de la reyna de Suecia;
  - Clarín de los mosqueteros del rey de Francia .

### Volume 3:Libro tercero de musica de cifras sobre la guitarra española(Zaragoza, 1697)
- Pasacalles por la C ;
- Prosiguen más  sobre los antecedentes Passacalles;
- Passacalles por la I;
- Passacalles por la E y la D;
- Passacalles por la Cruz y K;
- Passacalles por la H;
- Passacalles por la G y B;
- Passacalles por la D por el Uno bemolado y por segundo Tono;
- Passacalles por la L;
- Passacalles por la K.